# Proacidalia eridioides
Proacidalia eridioides är en fjärilsart som beskrevs av Pflümer 1879. Proacidalia eridioides ingår i släktet Proacidalia och familjen praktfjärilar. Inga underarter finns listade i Catalogue of Life.